# Vivian Fung
Vivian Fung (* 1975 in Edmonton/Alberta) ist eine kanadische Komponistin.

## Leben
Archer begann ihr Kompositionsstudium bei Violet Archer und setzte es in Paris bei Nancy Bonet fort. 2002 promovierte sie an der Juilliard School, wo David Diamond und Robert Beaser zu ihren Mentoren zählten. In ihren Kompositionen verbindet Fung westliche Musikformen mit musikalischen Einflüssen verschiedener Kulturen wie dem Gamelan und Volksliedern aus Minderheitenregionen Chinas, die sie auf zahlreichen Reisen studierte.
Gefördert wurde Fung durch eine Reihe von Stipendien wie das Simon Guggenheim Foundation Fellowship, das Gregory Millard Fellowship der New York Foundation for the Arts und Preise der ASCAP, des American Music Center, der League of American Orchestras, des American Composers Forum, des Canada Council for the Arts. Beim Delaware Chamber Music Festival, der Kammermusikreihe Music in the Loft in Chicago, dem San Jose Chamber Orchestra, der Billings Symphony und 2023 beim Alba Music Festival war sie Composer in Residence.
Die Aufnahme von Fungs Erstem Violinkonzert mit dem Metropolis Ensemble unter der Leitung von Andrew Cyr mit der Geigerin Kristin Lee wurde 2013 mit einem Juno Award als klassische Komposition des Jahres ausgezeichnet. Zu den Orchestern, Ensembles und Musikern, die Werke Fungs aufgeführt haben, zählen die Chicago Sinfonietta, das Philadelphia Orchestra, das Toronto Symphony Orchestra, das Montreal Symphony Orchestra, das National Arts Centre Orchestra, das Detroit Symphony Orchestra, das Vancouver Symphony Orchestra, das San José Chamber Orchestra und die Badische Staatskapelle Karlsruhe unter der Leitung von Dirigenten wie Yannick Nézet-Séguin, Alexander Shelley, Miguel Harth-Bedoya, Peter Oundjian, Cristian Măcelaru, Mei-Ann Chen, James Gaffigan, Long Yu, Rei Hotoda, Barbara Day Turner, Daniel Meyer, Edwin Outwater, Steven Schick, Gerard Schwarz und Bramwell Tovey und das American String Quartet. Ihre Komposition Glimpses für präpariertes Klavier wurde u. a. von den Pianisten Conor Hanick, Jenny Lin, Sarah Cahill, Margaret Leng Tan und Bryan Wagorn gespielt. 
Der Förderung junger Musiker widmet sich Fung u. a. in Programmen des London Symphony Orchestra, des American Composers Forum, der San Francisco Contemporary Chamber Players und des Cabrillo Festival of Contemporary Music und als Gastdozentin beim Mostly Modern Summer Music Festival, der New York State School Music Association, der Longy School of Music und des Luna Composition Lab.

## Werke
- Silhouettes – Erhu, 1997
- Scherzo für Klavier, Violine und Cello, 1998
- Night Songs für mittlere Stimme, Flöte, Perkussion, Trompete und Violine, 1999
- Pizzicato for String Orchestra oder für Violine, Viola und Cello, 2001
- Chanted Rituals für Trompete oder Flügelhorn und Perkussion, 2002
- Songs of Childhood für Stimme und Klavier, 2002
- String Quartet No. 1, 2003
- Six Haiku für Bariton und Klavier, 2004
- Kecak! für gemischten Chor a cappella, 2004
- The Night Singer – Voice and Piano für Sopran, Tenor, Bassbariton und Klavier, 2004
- Night Impressions for Traditional Chinese Instruments für Erhu, Dizi, Pipa und Perkussion, 2005
- Miniatures für Klarinette und Streichquartett, 2005, 2016
- The Legend of Sleepy Hollow, Schattenspiel mit Opernstimme, 2006
- Glimpses – Piano, 2006, 2016
- String Sinfonietta, 2008
- Recommendation für gemischten Chor und Perkussion, 2008
- Kecak Attack! für gemischten Chor a cappella, 2008
- Billy Collins Suite für Klarinette, Cello und Klavier, 2008, 2016
- Dreamscapes, Konzert für Klavier und Kammerorchester, 2009
- String Quartet No. 2, 2009
- Shaman Speaks for Clarinet or Saxophone Ensemble, 2009, 2012
- Sanci Kuni für gemischten Chor a cappella, 2010
- Violin Concerto No. 1, 2011
- Dust Devil für Orchester, 2011
- Javanese Court Song für Flöte und Klavier, 2011
- Yunnan Folk Songs für Mezzosopran, Bariton, Flöte, Oboe, Klarinette, Horn, Perkussion und Streichquartett, 2011
- Primitive Dance and Folksong für Klavier, 2011
- Keeping Time für Klavier, 2011
- Aqua für Orchester, 2012
- Birdsong für Violine und Klavier, 2012
- Kreasi Mekanis Mainan – Mixed Ensemble, 2012
- Gamelan Grunge – Mixed Ensemble, 2012
- Harp Concerto, 2013
- String Quartet No. 3, 2013
- Indigenous Rites für Baritonsaxophon und Brass Band, 2013
- Violin Concerto No. 2: Of Snow and Ice, 2014
- Twist für Violine und Gitarre, 2014
- The Voices Inside My Head für Perkussion, 2014
- Graffiti Mashup für Orchester, 2015
- Sketch für Cello und Elektronik, 2015
- Launch! für Orchester, 2016
- Biennale Snapshots für Orchester, 2016
- Bounce für Horn, Violine und Klavier, 2016
- Baroque Melting für Streicher und Cembalo, 2017
- Clarinet Quintet: Frenetic Memories, 2017
- Humanoid für Cello und Elektronik, 2017
- Concerto for Two Violins and String Orchestra, 2018
- A Child’s Dream of Toys für Orchester, 2018
- Earworms für Orchester, 2018
- The Ice Is Talking für Soloperkussion und Elektronik, 2018
- Shifting Landscapes für Violine, Viola, Cello und Klavier, 2018
- Pot Roast à La RBG für Stimme und Klavier, 2018
- Trumpet Concerto, 2019
- String Quartet No. 4: “Insects and Machines”, 2019
- Prayer für Orchester oder für Viola und Klavier, 2020
- Storm Within, Flötenkonzert, 2021
- String Quartet No. 5: „Spiraling“, 2021
- Sparks für Flöte, Yangqin und Perkussion, 2021
- Corona Morphs für Flöte, Klarinette, Violine, Cello, Klavier und Perkussion, 2021
- (Un)Wandering Souls für Perkussionsquartett, 2021
- Two Opera Scenes: Grover and Friends/ Alarm für Sopran und Perkussion, 2021
- Apéritif for Solo Trumpet, 2021
- Parade für Orchester, 2022
- Ominous Machine für Klaviertrio, 2022
- Shimmer für Soloperkussion, 2022
- Ominous Machine II für zwei Klaviere und zwei Perkussionisten, 2022, 2023
- Down and Dirty für Klarinette und Klavier, 2023
- White on Black für Klavier, 2023
- Sparkle für Soloperkussion, 2023
- Lamenting Earth für Tenor, Streichquartett und Klavier, 2024
- Ominous für großes Ensemble, 2024